# Mario Alberto Rodriguez Zamora
Mario Alberto Rodriguez Zamora (Costa Rica, 1953 –  es un urbanista mexicano/costarricense especialista en [asentamientos]] sostenibles, comprometido con el desarrollo urbano en el contexto de la ecología de comunidades.

## Trayectoria
Rodriguez Zamora estudió arquitectura en la Universidad de México y se especializó en planificación y Ciencias de la Ciudad. Desarrolló su trabajo de planificación urbana y regional para diferentes organismos, instituciones y administraciones públicas. Entre 1981 y 1986 desarrolló proyectos de planificación territorial para el Gobierno Federal de México, en la Secretaría de Desarrollo Urbano y Ecología y la División de Tecnología de Vivienda (SEDUE); implementó el Programa Hábitat de Naciones Unidas para los Asentamientos Humanos en México. Desde 2002 a 2004 trabajó para administraciones locales, abordando problemas de infraestructura y sostenibilidad, integrando la ecología, el paisaje y la sociología; fue asesor en el Ministerio de Desarrollo Social para realizar la metodología de la ecología de comunidades en las ciudades de Durango, Zacatecas y León (México), con el Programa de desarrollo humano de Barrios. En Durango integró programas formativos de empleo artesanal, realizado con la comunidad Tepehuan en 2003 para valorizar los recursos locales en el equilibrio medioambiental local.
Durante los años 2009 y 2010 ejerció como docente en la Universidad Iberoamericana de León en la facultad de Diseño de producto. Aquí promovió la metodología Sustainable Living Challenge del arquitecto estadounidense Jason Mc Lennan, profesor invitado 2012 en la Universidad del Diseño, Heredia, que incide en la biodiversidad como valor de los ecosistemas sostenibles. Siguiendo estos criterios, Rodriguez Zamora asesoró a diversas municipalidades mexicanas durante los años 2003 a 2012, periodo en el que desarrolló el concepto de las Unidades de Sostenibilidad Ambiental y de Gestión (UGAS) para integrar los servicios infraestructurales con los requerimientos ecosistémicos ambientales.
Rodriguez Zamora fue ad honorem de diversas organizaciones internacionales dedicadas a la Gestión y la Educación Sostenible como la Red de Ciudades Sostenibles (RCSM). Participó en congresos, debates y conferencias como la de título La dimensión humana en barrios y ciudades que impartió en Guadalajara en 2009. En 2012 fue docente en la Universidad Cornell en la disciplina de Diseño de jardines.
Trabajó como investigador y profesor en Ecología del paisaje y ecosistemas para CÁTEDRA UNESCO. Participó en 2012 en la sede de San Miguel de Allende en la Universidad de León (UDL), con la conferencia Ecología del Paisaje en Función de Territorialidad y en 2014 en la Universidad de Guanajuato con Paisaje ECOURBANISMO. En 2015 participó como docente en la formación de profesores universitarios en el departamento del Medio Ambiente y Sostenibilidad y en Arquitectura del Paisaje. En 2017 participó en Argentina en el programa de rediseño de la ciudad de la Fundación CEPA-UNESCO.
Rodriguez Zamora desarrolló su trabajo como asesor simultáneamente a sus labores académicas, en ambos casos focalizadas en asentamientos sostenibles. Su trabajo de  investigación lo realizó en el marco del US Green Building Council (USGBC), el Miembro de Grupo de Ecología de Paisaje .
RESUMEN PROFESIONAL
| Mario Alberto Rodríguez Zamora es un destacado arquitecto y artista cuya trayectoria ha estado marcada por una profunda exploración de diversas disciplinas artísticas y su relación con el entorno urbano y ecológico. A lo largo de su carrera, ha combinado sus estudios en arquitectura con una especialización en el trabajo con vidrio, y se ha destacado por su enfoque interdisciplinario que une el diseño, el urbanismo y la ecología. En la década de 1970, específicamente en 1977, Rodríguez Zamora inicia sus estudios en Arquitectura en el Instituto Superior de Arquitectura y Artes. Más tarde, en 1995, se profundiza en el mundo del arte, centrándose en el vidrio y obteniendo su formación en Artes y Oficios, una disciplina que lo marcaría como artista y que se integraría a su visión de la arquitectura y el diseño. Durante este tiempo, también desarrolló un interés notable por el urbanismo y la ecología del paisaje, áreas que influirían fuertemente en su carrera. Su carrera profesional comienza en la Ciudad de México, donde trabajó en proyectos arquitectónicos entre 1981 y 1985. Tras este período, regresa a Costa Rica por motivos familiares, donde decide instalar su propio taller de vidrio. Este paso le permitió fusionar su formación en arquitectura con su pasión por las artes visuales, creando obras que exploran la relación entre el arte y el espacio. En el año 2000, regresa a México, esta vez para colaborar con la Universidad Iberoamericana, en su sede de León, donde se encarga de crear y coordinar un taller de vidrio dentro de la carrera de Diseño de Producto. Durante este tiempo, su trabajo se orientó hacia la enseñanza y la investigación, aplicando los principios del diseño y la arquitectura al trabajo con vidrio. Más tarde, se traslada a Durango, donde imparte cursos en la Escuela de Pintura y Artesanías, y colabora con el gobierno mexicano en el Departamento de Urbanismo y Ecología, uniendo su experiencia académica con su compromiso con la sostenibilidad y el desarrollo urbano. El trabajo de Rodríguez Zamora también incluye una destacada participación en el ámbito internacional. A través del Consejo de la Tierra, obtuvo los permisos necesarios para realizar una pasantía en la renombrada Escuela Pilchuck, ubicada en Seattle, Washington, Estados Unidos, un centro de excelencia en el trabajo con vidrio y un referente para artistas de todo el mundo. A lo largo de su carrera, Mario Alberto Rodríguez Zamora ha demostrado ser un innovador en la intersección de la arquitectura, el arte y el urbanismo, llevando su visión más allá de las fronteras geográficas y disciplinarias. |

## Publicaciones seleccionadas
- 2018 - La ciudad Educadora vista desde la Academia
- 2022 - Las bases biológicas de la planificación sostenible
- 2024 - Adaptación al cambio climático en función de la ecología de paisaje
- Metodología Proyectos Territoriales, Desafíos ambientales para las comunidades sustentables